# サムットプラーカーン・ユナイテッドFC
サムットプラーカーン・ユナイテッドFC（タイ語: สโมสรฟุตบอลสมุทรปราการ ยูไนเต็ด, 英語: Samutprakan United Football Club）は、タイ王国のサムットプラーカーン県をホームタウンとするサッカークラブ。

## 歴史
2008年のプロヴィンシャル・リーグ（プロ・リーグ）で優勝。2009年にプロ・リーグがリージョナルリーグ・ディヴィジョン2（3部）と統合されると、タイ・サミット・サムットプラーカーンFC（英語: Thai Summit Samut Prakan Football Club）の名前でディヴィジョン2の中央・東部リーグに加入。2010年にバンコク地区リーグに移籍した。
2011年にクラブ名をサムットプラーカーン・ユナイテッドFCに変更した。

## タイトル

### 国内タイトル
- プロヴィンシャル・リーグ (1) : 2008

## 過去の成績
- 2008 プロヴィンシャル・リーグ : 優勝
- 2009 リージョナルリーグ・ディヴィジョン2 中央・東部 (3部) : 4位
- 2010 リージョナルリーグ・ディヴィジョン2 バンコク地区 : 7位
- 2011 リージョナルリーグ・ディヴィジョン2 バンコク地区 : 3位
- 2012 リージョナルリーグ・ディヴィジョン2 バンコク地区 : 8位
- 2013 リージョナルリーグ・ディヴィジョン2 バンコク地区 : 9位

## 歴代所属選手
- 東山晃 2012